# Flore des Environs de Paris
Flore des Environs de Paris (abreviado Fl. Env. Paris) es un libro ilustrado con descripciones botánicas que fue escrito por el horticultor, botánico, y briólogo francés Jean Louis Thuillier. Se publicó en el año 1790 con el nombre de Flore des environs de Paris, ou Distribution méthodique des plantes qui y croissent naturellement, exécutée d'après le système de Linnaeus (Veuve Desaint, Paris, 1790). Thuillier en realidad era solo el autor de las precisas indicaciones geográficas de localización de las especies, mientras las descripciones eran confiadas a otros botánicos.

## Publicaciones
- Primera edición 1790
- Segunda edición 1799
- Reimpresión 1824 [de la 2 edición]